# Black (pel·lícula)
Black és una pel·lícula dramàtica índia del 2005, escrita, produïda i dirigida per Sanjay Leela Bhansali, i protagonitzada per Amitabh Bachchan i Rani Mukerji. Basada en l'autobiografia de Helen Keller La història de la meva vida, Black narra la història d'una nena sordcega i del seu professor alcohòlic. Black va batre un rècord amb l'obtenció d'onze premis Filmfare el 2006.

## Argument
Michelle McNally es posa malalta quan té 18 mesos i arran d'això es torna invident i sordmuda. La família destrossada no sap com educar-la, deixant-la estar per casa com si fos un animal. El pare, no podent suportar més la situació, decideix ingressar-la en un centre per a discapacitats, però la mare no n'està convençuda. Coneix a un professor que ha estat expulsat del centre per un problema de beguda. Com que malgrat això té molt bones referències, la mare li proposa de venir a casa per mirar si pot trobar una solució per la petita.

## Repartiment
- Amitabh Bachchan com a Debraj Sahai
- Rani Mukerji com a Michelle McNally
- Ayesha Kappor com a Michelle McNally de jove
- Shernaz Patel com a Catherine McNally
- Dhritiman Chaterji com a Paul McNally
- Nandana Sen com a Sarah McNally
- Sillo Mahava com a la senyora Gomes
- Mahabanoo Mody-Kotwal com a la senyora Nair